# Spolujízda
Spolujízda je označení druhu dopravy, kdy se cestující předem domluví s řidičem automobilu, který by jinak nebyl plně vytížen nebo jehož jízda s méně přepravovanými osobami by nebyla efektivní, na společné jízdě nebo pravidelném společném dojíždění.

## Charakteristika a rozšíření
Typickými případy je společné pravidelné dojíždění sousedů do nějakého města nebo obce, spolucestování kolegů do zaměstnání nebo do školy a zpět atd. Další možností je dohodnout spolujízdu (jednotlivou nebo i pravidelnou) předem prostřednictvím internetu, což je výhodné zejména u jednorázových dálkových (mezinárodních) cest. Podobným případem je spolujízda autobusem, tedy organizování zájezdu nebo pravidelného dojíždění, kdy je cílem zaplnit autobus i lidmi, kteří se neznají a cestují za různými účely. Specifickým případem je spolujízda pravidelnou veřejnou dopravou, kdy může být účelem využití výhodnější skupinové slevy (například u Českých drah).
Spolujízda je rozšířena například v Německu (Mitfahrt) a většinou předpokládá zaplacení určité finanční částky řidiči na úhradu paliva. Zprostředkování kontaktu mezi řidičem a cestujícím zajišťují i specializované agentury (Mitfahrzentrale). Další variantou je městská a příměstská forma spolujízdy (angl. carpool). Tyto alternativní způsoby získávají na oblibě vlivem rostoucího objemu automobilové dopravy (ve městech většinou minimálně vytížené), nákladů na provoz, zhoršující se ekologické situace ve městech, atd.
Pro nastupování a vystupování spolucestujících u terminálů veřejné dopravy jsou zřizována zastavovací stání K+R (kiss and ride).
Jednou z dalších forem je aktivní nabízení služby řidičem vozu v místech přepravní poptávky, například u dopravních terminálů (nádraží, autobusové nádraží) nebo jiných přepravních uzlů a zdrojů přepravní poptávky, u zastávek veřejné dopravy podél trasy řidiče atd., kdy se charakter služby již blíží autostopu.
Některé z takových služeb mohou být v některých státech vyhodnoceny jako neoprávněné podnikání, v Česku například jako neoprávněné provozování taxislužby, veřejné dopravy nebo individuální smluvní dopravy (příležitostná jízda), pokud jsou provozovány bez patřičné koncese nebo povolení podle Zákona o silniční dopravě a bez řádného vyúčtování a zdanění. V Belgii byla zakázána činnost službě UberPOP, pokuta za porušení zákazu byla nastavena na částku 10 tisíc eur, ve Francii mohou nelicencované taxislužby brát zákazníky až po čtvrthodině od objednání.
Profesionální spolujezdci ale mohou spolujízdu zneefektivnit.